# Maisin jezik
Maisin jezik (ISO 639-3: mbq), austronezijski jezik jedini predstavnik istoimene podskupine, šire skupine jezgrovnih papuan tip jezika. Govori ga oko 2 610 ljudi (2000 popis) u obalnim selima na Collingwood Bayu i močvarama Kosirava u provinciji Oro, Papua Nova Gvineja.
Jezik ima dva dijalekta kosirava [mbq-kos] i Maisin [mbq-mai].

## Vanjske poveznice
- The Maisin Language